# Diplectrona likiangana
Diplectrona likiangana är en nattsländeart som beskrevs av Schmid 1959. Diplectrona likiangana ingår i släktet Diplectrona och familjen ryssjenattsländor. Inga underarter finns listade i Catalogue of Life.